# Германия на зимних Олимпийских играх 1936
Германия была страной-хозяйкой зимних Олимпийских игр 1936 года. Её представляли 55 человек (48 мужчин, 7 женщин) в 8 видах спорта, сумевших завоевать три золотые и три серебряные медали, что поместило германскую команду на 2-е место в неофициальном командном зачёте

## Медалисты
| Медаль  | Спортсмен                | Вид спорта        | Дисциплина                 |
| ------- | ------------------------ | ----------------- | -------------------------- |
| Золото  | Франц Пфнюр              | Горнолыжный спорт | Мужчины, комбинация        |
| Золото  | Кристль Кранц            | Горнолыжный спорт | Женщины, комбинация        |
| Золото  | Эрнст Байер Макси Гербер | Фигурное катание  | Спортивные пары            |
| Серебро | Густав Ланчнер           | Горнолыжный спорт | Мужчины, комбинация        |
| Серебро | Кете Гразеггер           | Горнолыжный спорт | Женщины, комбинация        |
| Серебро | Эрнст Байер              | Фигурное катание  | Мужчины, одиночное катание |